# フェリシア高等学校
フェリシア高等学校（ふぇりしあこうとうがっこう　英: Felicia High School）は、東京都町田市三輪町にある私立高等学校。学校法人明泉学園が運営するキリスト教系の女子高校。2023年4月に鶴川高等学校から校名変更した。
フェリシアこども短期大学の附属校である。通称は「鶴女」（旧名の「鶴川高等学校」＋女は校名に使われていないが、本学が女子校であることから広く呼ばれている。）

## 沿革

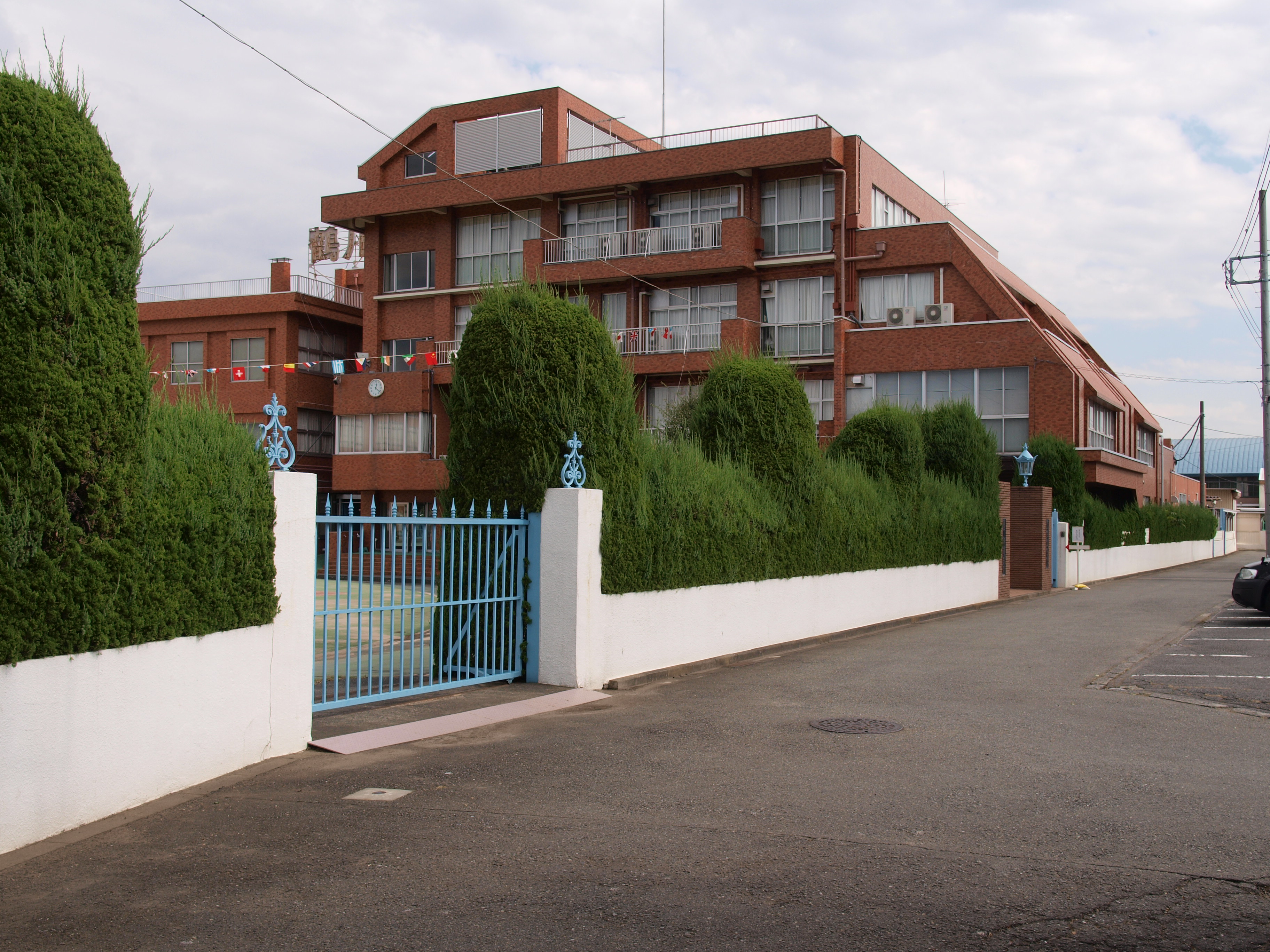
旧校舎（2009年10月撮影、解体済）

- 1961年4月 - 町田市の現校地で鶴川高等学校を開校
- 1968年4月 - 鶴川女子短期大学（現・フェリシアこども短期大学）が開校
- 1971年4月 - 鶴川女子短期大学附属幼稚園（現・フェリシアこども短期大学附属 認定こども園フェリシア幼稚園）が開園[注釈 1]。
- 1990年 - 創立30周年記念式典
- 2012年3月 - 創立50周年を記念し、鶴川高等学校改築校舎（新校舎）1期工事が竣工
- 2014年3月 - 鶴川高等学校改築校舎（新校舎）2期工事が竣工
- 2023年4月 - フェリシア高等学校へ校名変更。制服リニューアル[1][2]。

## 学習指導
鶴川高等学校時代より、徳育、英語、ITや総合的学習に力を入れている。また、英語検定や漢字検定などの資格取得へのサポートも行われている。
そして、フェリシア高等学校に校名変更をしてから、ホームページ上の「教育方針」ページに「本校の７つの特長」として、以下の点を掲げて、よりフレキシブルに学べる内容となっており、学びやすさを重視し、積極的な学びを後押しする制度が出来ている。
- 「0校時」（9：00～）は「学び直し」と「資格取得」の時間としている。「学び直し」は主に1・2年生を対象とする希望制としており、苦手意識を持つ生徒が多い「英語」と「数学」を中心にゆっくり楽しみながら学習するとしている。また、２・３年生は漢字検定・英語検定・パソコン検定の資格取得 を目指す講座を開講し、各検定は学校で受けられることを売りにして、「学校で学んで、学校で受験できる」としている[4]。また、「金融リテラシー」講座などを「0校時」に開設しており、今後の実社会で想定される金融トラブル回避などに対する知識を身に着けるとしている[5]。
- コースは「総合コース」「保育コース」の2コース制となっている。また、系列校のフェリシアこども短期大学への優先入学枠も存在する[3][6]。
- フェリシアこども短期大学との連携をさらに深めた「高大連携授業」も売りの1つとしている。フェリシアこども短期大学の授業を高校で受けることも出来、短大の単位修得条件を満たすと、短大進学後に高校時に受けた高大連携授業の単位が短大で認定される。さらに2023年からは、その授業の単位は高校の取得単位としても認められるようになり、積極的な学びを後押ししている[5][6]。
- 週3日の「6時間目」は「選択授業」としており、自分の学びたい授業を選択できるとしている[3][7]。
- その他、前述の「徳育」の他、「情報」「作法」「総合的な探求の時間」など独特なカリキュラム組まれており、学力だけではなく人間力を高める目的の授業も存在する。なお、ホームページで「徳育」は「人を愛する心、人から愛される心を持つことができる人を目指して学び、実践できるように取り組みます。」としており、「総合的な探求の時間」は「『生きる力』を育むために1学年で『国際理解』、2学年で『環境』、3学年で『健康・福祉』という3つの分野を学習します。」としている[7]。

## 制服
- 冬服 - ブレザー
- 夏服 - 完全正装ワイシャツ、それ以外ポロシャツ可

　2023年4月に校名変更に合わせて制服をリニューアルした。
なお、近年提唱されている多様性を尊重し、従来のリボン＆スカートスタイルだけではなく、ネクタイ＆パンツスタイルも選べるようになっており、組み合わせ自由を楽しめる制服になった。リボンやネクタイ、スカート（冬服）などは、校名の由来になったフェリシアの青(フェリシアブルー）を取り入れ、全体的にフェリシアの花をイメージした優しい印象のブレザースタイルとなった（冬服）。夏は従来のブラウスからポロシャツに変更となり、こちらもスカートとパンツスタイルを選択できる。

## 運営法人
学校法人明泉学園

## 併設校
- フェリシアこども短期大学
- 認定こども園フェリシア幼稚園（フェリシアこども短期大学付属）
- フェリシアこども短期大学附属鶴川フェリシア保育園
- フェリシアこども短期大学附属成瀬フェリシア保育園

### かつて存在していた併設校
- 東京商工経済専門学校（1984～2010）

## 部活動

### 運動系
- ダンス部
- テニス部
- バドミントン部
- バレーボール部
- バスケットボール部

### 文化系
- 聖書・読書部
- 華道部
- ESS部
- 茶道部
- 書道部
- アフレコ同好会

### 技能系
- ITパソコン部
- ホーム・メイキング部
- アニメーシ

## 交通
- 小田急線 柿生駅より徒歩12分
- 小田急線 鶴川駅より神奈川中央交通鶴01でフェリシア高校前バス停下車

## 裁判（鶴川高校事件）
明泉学園鶴川高等学校は同校教職員組合より雇い止めやパワハラで多数提訴され、労働委員会命令や裁判所の判決で不当労働行為が認められている。
2021年12月9日には、不当労働行為救済申立事件について、東京都労働委員会事務局より命令書が交付される。
常勤講師雇止め裁判について、学園は上告せず高裁勝利判決が2022年6月24日確定。

## 著名な出身者
- 安西ひろこ（女優　※中退、北豊島高等学校に転校）
- 祐輝千寿（宝塚歌劇団雪組男役スター）
- 松田聖菜　（eggモデル）